# Alfons Esser
Alphonsus Maria Conradus (Alfons) Esser (Horst, 11 maart 1859 - aldaar, 24 mei 1939) was een Nederlands burgemeester. Hij bekleedde dit ambt voor de gemeente Horst van 1913 tot 1934.

## Leven en werk
Esser werd geboren in 1859 in Horst. In juli 1903 werd hij lid van de gemeenteraad en op 9 april 1913 werd hij benoemd tot burgemeester van Horst. Hij zou dat blijven tot 1934.